# Elaine Irwin Mellencamp
Elaine Irwin Mellencamp (ur. 26 sierpnia 1969 w Gilbertsville, Pensylwania) – amerykańska modelka.

## Kariera
Elaine w wieku lat szesnastu w 1985 roku opuściła rodzinny dom, by przyjechać do Nowego Jorku i podpisać kontrakt z agencją modelek Ford. W ciągu pierwszych trzech lat pracy jako modelka w USA stała się jedną z głównych twarzy nowojorskiego oddziału agencji Ford. W 1988 wysłano ją do Paryża, a następnie do Hamburga i Berlina. W tym czasie nastąpił przełom w jej karierze. Została zaproszona do kilku kampanii reklamowych: Calvin Klein, Escada i Revlon, a następnie: Almay, Forth & Towne, Gerry Weber parfum, Jones New York, Ralph Lauren, Versace, Victoria’s Secret, Yves Saint Laurent. W ciągu piętnastu lat swej kariery ozdabiała okładki międzynarodowych wydań magazynów mody: Marie Claire, Vogue, Cosmpolitan, Shape, Harper’s Bazaar. W 1998 roku pojawiła się w kalendarzu firmy Pirelli. Pojawiała się na wybiegach u: Chanel, Christiana Diora, Complice, Genny, Gianniego Versace, Prady, Thierrego Muglera, Ralpha Laurena.